# Haliya
Haliya (en nepalí: हलिया) es un trabajador agrícola no remunerado de Nepal que trabaja la tierra de otra persona. El significado literal es "Uno que Ara". Los Haliyas se pueden encontrar a través de todo Nepal. En las regiones montañosas más alejadas el sistema Haliya es considerado como un sistema de servidumbre por deudas.
En septiembre de 2008 el sistema fue abolido por el gobierno nepalés.